# سیلوستر ماچیفسکی
سیلوستر ماچیفسکی (لهستانی: Sylwester Maciejewski؛ زادهٔ ۱۰ ژوئن ۱۹۵۵) بازیگر و صداپیشه اهل لهستان است. وی دانش‌آموختهٔ آکادمی ملی هنرهای نمایشی الکساندر زلوروویچ در ورشو است.
از فیلم‌ها یا برنامه‌های تلویزیونی که وی در آن نقش داشته‌است، می‌توان به کونوپیلکا، گوش آقای رئیس، پیت‌بول، شمش‌سازان، تبر، مقدرشده برای بلوز، سال‌های شیرین، خانه کشیش، شکنجه، بخت کور، فیلمی کوتاه درباره کشتن، ده فرمان، خیابان فرعی ۴، صفر-هفت، به‌گوشم، طایفه، در خوشی و سختی، افسانه‌ای باستانی: آن هنگام که خورشید یک ایزد بود، کارآگاهان جنایی، در خیابان سپولنی، ۱۹۸۳، پدر متیو و حوزه استحفاظی ۱۳ اشاره کرد.